# Crocifisso di San Francesco a Grosseto
Il Crocifisso di San Francesco a Grosseto è un dipinto su tavola conservato nell'interno della chiesa di San Francesco a Grosseto, attribuito a Duccio di Buoninsegna, oppure al Maestro di Badia a Isola, oppure ancora a Guido di Graziano.
L'opera, collocata in posizione centrale nell'area presbiterale, proprio al di sopra dell'altare maggiore, è rimasta priva delle appendici rettangolari alle quattro estremità distali della croce.

## Storia e descrizione
Il crocifisso venne realizzato probabilmente nel decennio 1280-90; l'autore, appartenente certamente alla scuola senese, è stato individuato in Duccio di Buoninsegna da Enzo Carli in occasione della mostra dell'arte senese nella Maremma grossetana del 1964. Tale attribuzione è generalmente accettata dagli studiosi: alcuni in realtà preferiscono vedere in quest'opera l'intervento del cosiddetto "Maestro di Badia a Isola". Altri ancora lo attribuiscono a Guido di Graziano.
Il Cristo crocifisso è raffigurato nella tipologia del Christus patiens e presenta il corpo piuttosto inarcato in avanti e verso destra (a sinistra dal punto di vista dell'osservatore), secondo il canone fissato da Giunta Pisano alla metà del secolo e ripreso da Cimabue. Altri elementi stilistici richiamano in parte alcuni dipinti di Cimabue: in particolare, l'insolito perizoma trasparente che, con le sue pieghe allungate verso destra, come se fosse mosso dal vento, ricorda la Crocifissione cimabuesca nel transetto della basilica di San Francesco d'Assisi.
La parte sporgente della porzione centrale della tavola (i tabelloni), di fianco al corpo di Cristo, presenta la raffigurazioni di poligoni geometrici.